# 브뤼노 펠티에
브뤼노 펠티에(프랑스어: Bruno Pelletier, 1962년 8월 7일 ~ )는 캐나다의 가수이다.